# Ла Каса
Ла Ка̀са (на италиански и на пиемонтски: La Cassa) е село и община в Метрополен град Торино, регион Пиемонт, Северна Италия. Разположено е на 374 m надморска височина. Към 1 януари 2020 г. населението на общината е 1795 души, от които 47 са чужди граждани.